# Jasnogorsk (Transbaikalien)
Jasnogorsk (russisch Ясного́рск) ist eine Siedlung städtischen Typs in der Region Transbaikalien (Russland) mit 8873 Einwohnern (Stand 14. Oktober 2010).

## Geographie
Die Siedlung liegt inmitten der bergigen Steppen des südlichen Dauriens, gut zwei Kilometer von rechten Ufer des Onon, eines der Quellflüsse von Schilka und Amur, unweit der Einmündung des kleineren rechten Zuflusses Turga, und etwa 200 Kilometer Luftlinie südöstlich der Regionshauptstadt Tschita.
Die Siedlung Jasnogorsk gehört zum Rajon Olowjannaja, dessen Verwaltungszentrum Olowjannaja gut 10 Kilometer in nordöstlicher Richtung entfernt liegt.

## Geschichte
Der Ort entstand in der zweiten Hälfte der 1970er-Jahre im Zusammenhang mit dem Baubeginn des Wärmekraftwerkes Charanor (Charanorskaja GRES) und eines zugehörigen Stausees an der Turga zur Kühlwasserversorgung in der Nähe der Bahnstation Rasjesd Nr. 73, die dort an der 1901 eröffneten Eisenbahnstrecke Karymskaja – Sabaikalsk (weiter als Chinesische Osteisenbahn) bestand. 1978 wurde der Ort offiziell gegründet, 1981 der Status einer Siedlung städtischen Typs verliehen. Der erste Kraftwerksblock ging nach langer Bauverzögerung erst 1995 an das Netz, der zweite im Jahr 2001.

### Bevölkerungsentwicklung
| Jahr | Einwohner |
| ---- | --------- |
| 1989 | 7546      |
| 2002 | 9747      |
| 2010 | 8873      |

Anmerkung: Volkszählungsdaten

## Wirtschaft und Infrastruktur
Ortsbildendes Unternehmen ist das südlich der Siedlung gelegene Wärmekraftwerk Charanor mit einer Leistung von 430 MW, das vom Energieunternehmen OGK-3 betrieben wird. Ein dritter Kraftwerksblock ist im Bau.
Jasnogorsk liegt an der Eisenbahnstrecke Karymskaja – Sabaikalsk, die die Hauptstrecke der Transsibirischen Eisenbahn mit der Volksrepublik China verbindet (Stationsname Jasnogorsk-Sabaikalski; Streckenkilometer 6454 ab Moskau). Zehn Kilometer südöstlich der Siedlung besteht Anschluss an die der Bahnstrecke folgende Fernstraße A166, die Jasnogorsk weiträumig umgeht.